# Samantha Walker
 (mars 2014).
Si vous disposez d'ouvrages ou d'articles de référence ou si vous connaissez des sites web de qualité traitant du thème abordé ici, merci de compléter l'article en donnant les références utiles à sa vérifiabilité et en les liant à la section « Notes et références ».
Samantha Walker est  un personnage fictif de la série télévisée Frères Scott. Elle est interprétée par Ashley Rickards. 
Ce personnage est l'ancienne fille adoptive de Brooke Davis Baker. Elle est née à Tree Hill, en Caroline du Nord.

« Quentin Fields était un basketteur, c'était aussi un fils, un frère, pour certains c'était un équipier, pour beaucoup, un ami. Je ne connaissais pas Quentin Fields et, maintenant, je ne le connaitrais jamais. Le chagrin est comme un océan profond, sombre et si vaste qu'il peut engloutir n'importe lequel d'entre nous. La tristesse est comme un voleur dans la nuit, silencieux, incontrôlable, injuste. Les seules choses qui peuvent vaincre le temps sont la foi et l'amour. Je ne connaissais pas Quentin Fields, mais je suis jalouse de lui parce que je vois à quel point sa disparition touche ceux qui l'ont connu. Alors je sais qu'il comptait beaucoup pour eux et je sais qu'il était aimé. Tout le monde dit que Quentin Fields était un basketteur exceptionnel, vif, gracieux, charismatique. Il parait que quand il était en forme, on avait l'impression qu'il pouvait voler. Maintenant, il le peut. »

— Samantha Walker (saison 6 épisode 3)

## Histoire du personnage
La mère biologique de Sam, Rebecca Dennis, est tombée enceinte lorsqu'elle avait quinze ans, et ses parents l'ont poussé à faire adopter son bébé. Durant toute son enfance, Sam est "baladée" de famille d'accueil en famille d'accueil. Elle est finalement adoptée par Brooke et trouve enfin un équilibre familial avant de partir pour Paris en France où elle mène des études.

### Saison 6
Dans le début de cette saison, Sam se fait remarquer en volant un haut dans le magasin de Brooke, "Clothes Over Bro's". Puis, peu de temps après cet incident, Haley découvrira que Sam vit dans sa voiture. Tout d'abord, Sam refusa l'aide d'Haley, mais peu de temps après, c'est Brooke qui réussit à la convaincre de venir vivre chez elle. Au tout début, la cohabitation entre Brooke et Sam était très difficile.  

## Présent/Futur
Samantha vit désormais a Paris en France. On apprend que Samantha se mariera avec un homme prénommé Robert, et qu'elle aura deux enfants (une fille et un garçon). On apprend également qu'après de brillantes études de cuisine, elle écrira un livre de recette (qui fera un énorme succès) et qu'elle montera une entreprise de cuisine qui sera un grand succès en France.

## Anecdotes
- Il y a, dans toutes les maisons des autres personnages, des photos d'elle.
- Sam a toujours rêvée de vivre dans une maison avec une clôture blanche.
- Elle est fan du groupe "Angels and Airwaves".